# الشياطين (فلم 1977)
الشياطين هو فيلمٌ مصريٌ أُنتج عام 1977. وهو مأخوذ عن رواية الشياطين لدوستوفسكي.
الفيلم هو واحد من ثلاثة أفلام التقى فيها الثلاثي نور الشريف، وحسين فهمي، ومحمود عبد العزيز. الفيلم الآخران هما العار (1982)، وجري الوحوش (1987).[بحاجة لمصدر]

## قصة الفيلم
جمعية سياسية في مصر في فترة الأربعينيات، تتخذ من العنف سبيلاً لتحقيق أهدافها السياسية، مثل قتل الشخصيات المتعاونة مع المستعمر الإنجليزي. في هذه الأثناء يصل إلى مصر الأمير نبيل (نور الشريف) الذي تختلف أفكاره عن أفكار طبقته، وينضم إلى تلك الجمعية. ومن ناحيةٍ أخرى يتزوج نبيل سراً من محاسن (نورا) الخادمة في قصر أمه.
تبدأ دوامة العنف بين أعضاء الجمعية حين يقترح أدهم برهان (حسين فهمي) التخلص من عاطف (مجدي وهبة)، فيما يقترح فكري (محمود عبد العزيز) أن يوقع عاطف على ورقة يعترف فيها قيامه ببعض الاغتيالات لكي يُعفى من نشاط الجمعية بدون أن يُقتل. يرفض أدهم هذا الاقتراح، ويقتل عاطف، فيقوم العضو نوار (محيي إسماعيل) بقتل أدهم انتقاماً لمقتل عاطف.